# Saxifraga akinfievii
Saxifraga akinfievii är en stenbräckeväxtart som beskrevs av Anatol I. Galushko och Kudryashova.. Saxifraga akinfievii ingår i Bräckesläktet som ingår i familjen stenbräckeväxter. Utöver nominatformen finns också underarten S. a. oettingenii.